# Löwenstein
Löwenstein település Németországban, azon belül Baden-Württembergben. Lakosainak száma 3436 fő (2023. december 31.).

## Népesség
A település népessége az elmúlt években az alábbi módon változott:
| Lakosok száma | 2501 | 3070 | 3356 | 3394 | 3369 | 3419 | 3436 |
|               | 1975 | 2015 | 2017 | 2019 | 2021 | 2022 | 2023 |